# WANTED (通緝)
《WANTED (通緝)》，是日本女子團體Pink Lady的第5張單曲。1977年9月5日發行。

## 簡介
單曲發售後連續12個星期佔據Oricon公信榜冠軍的位置。
繼上張單曲《海濱的辛巴達》之後，第二張在Oricon統計銷量過百萬的單曲（按達成百萬銷量的順序排列，本作其實是首張達成百萬的單曲；《海濱的辛巴達》達成百萬比《UFO》還要遲，事實上是第三張達成）。
總銷量高達120.1萬張，Victor公佈的總銷量更高達165萬張，是1977年度日本單曲銷量第3位。
Pink Lady當年在NHK紅白歌合戰（第28回）首次登場，演唱這首歌。

## 收錄曲目
1. WANTED (通緝)（ウォンテッド (指名手配)）
  - 作詞：阿久悠；作曲、編曲：都倉俊一
2. 大小姐快逃（逃げろお嬢さん）
  - 作詞：阿久悠；作曲、編曲：都倉俊一